# Amphiura monorima
Amphiura monorima är en ormstjärneart som beskrevs av Ole Theodor Jensen Mortensen 1936. Amphiura monorima ingår i släktet Amphiura och familjen trådormstjärnor. Inga underarter finns listade i Catalogue of Life.